# San Vito di Cadore
San Vito di Cadore és una ciutat petita i comune en la província de Belluno en la regió italiana del Vèneto. És a 9 quilòmetres  de Cortina d'Ampezzo a les Dolomites i a prop de l'Antelao.
La ciutat és principalment un lloc de destinació d'esports d'hivern, però el turisme és actiu també a l'estiu. És l'última ciutat abans de Cortina d'Ampezzo en la Carretera Estatal Alemanya SS51 que connecta Belluno amb Toblach.

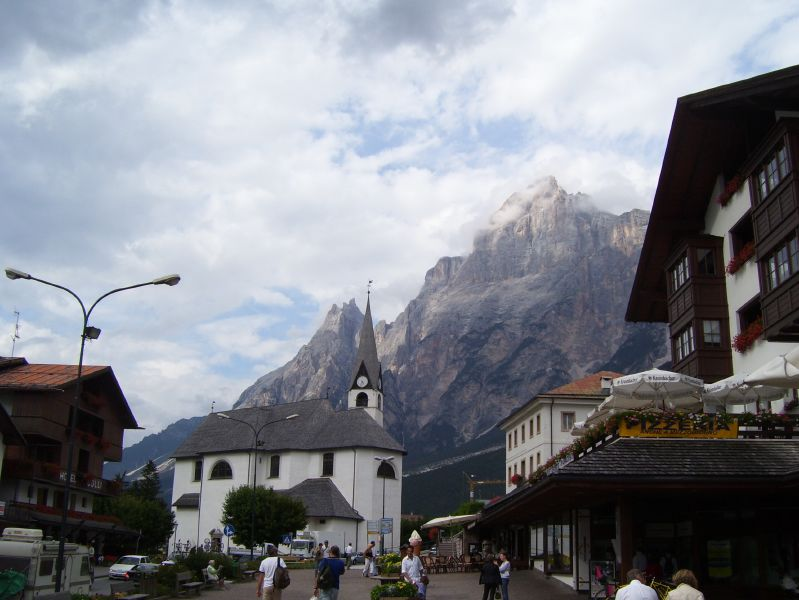
Vista de la ciutat

## Història
El primer document que testimonia l'existència de San Vito es remunta al 1203, en canvi la presència d'un habitat estable se situa al voltant de l'any 1000. Abans, es considera que en el territori hi havien assentaments de caràcter estacional lligats sobretot a activitats de pastura i recollida de fusta. El 1200 és ja present a San Vito una antiga pieve.
No obstant formes d'organització semblant a les regles probablement van ser presents ja abans. En la baixa edat mitjana, el 1239 neix la Regla de Festornigo, la més antiga del Cadore. Després una segona regla, la de Mondeval: de la unió de les dues regles, el 1949, naixerà l'actual organització. El país serà en un primer moment feu dels Caminesi, però passarà el 1420 a la República de Venècia.
En ocasió de la invasió dels Habsburg a l'inici del segle xv, el país serà travessat per l'exèrcit alemany, amb totes les conseqüències que això pot determinar. En canvi es narra que gràcies a un vot a la Mare de déu, el país va ser respectat: sorgirà així l'església de la Defensa, en compliment d'aquest vot. El govern de la Serenissima afavoreix un feliç creixement del país.
El 1753, per resoldre un diatriba relativa als confins entre Cortina d'Ampezzo (aleshores sota els Dinastia dels Habsburg) i San Vito (part de la República de Venècia), les autoritats van decidir que els sanvitesos construïssin una muralla, a compte seu, de gairebé 2 km, en alta muntanya (de 1,80 m d'alçada i 1,50 de base) en noranta dies. L'àrdua empresa va arribar a bon fi i els sanvitesos van obtenir les pastures del Giau (la muralla és encara visible, així com nombroses de les creus de frontera, com les que hi ha a peus de la Gusela del Nuvolau i del Lastoi de Formin). Amb la caiguda de Venècia, San Vito formarà part del Regne Llombardovènet.
El 1848, en ocasió dels motins revolucionaris del Cadore que van portar al naixement d'una nova República Serenissima, dirigida per Daniele Manin, va haver un xoc entre els cadorins insurgents, dirigits per Pier Fortunato Calvi i els austríacs. La escaramussa girarà a favor dels locals, però la neonata República no va sobreviure gaire. El 1866 San Vito entrarà a fer part del Regne d'Itàlia. Va travessar per tant els anys difícils de l'ocupació austríaca durant la Primera Guerra Mundial, per després créixer com localitat turística ja a partir de la meitat del segle xix.
Algunes esllavissades i inundacions importants van influir fortament en la vida de la comunitat: el 1730 l'esllavissada del Marcora sobre Chiapuzza, el 1814 l'esllavissada de l'Antelao que va escombrar les fraccions de Taulen i Marceana (257 sepultats); el 1882 i el 1966 l'al·luvió del Boite, el 5 agost de 2015 l'esllavissament de San Marco fins a San Vito de Cadore (3 morts).

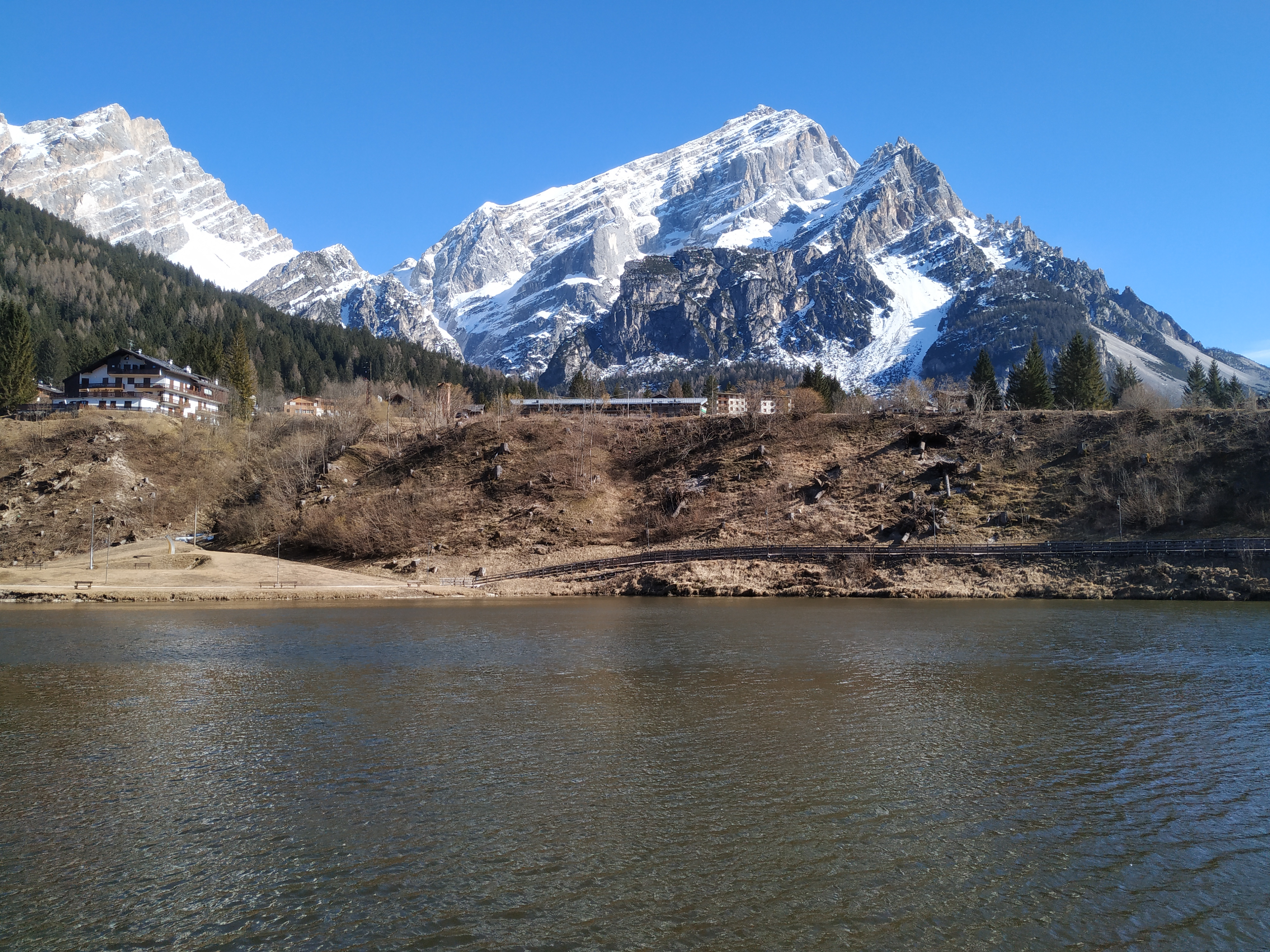
Llac de Mosigo amb l'Antelao al fons.

## Monuments i llocs d'interès

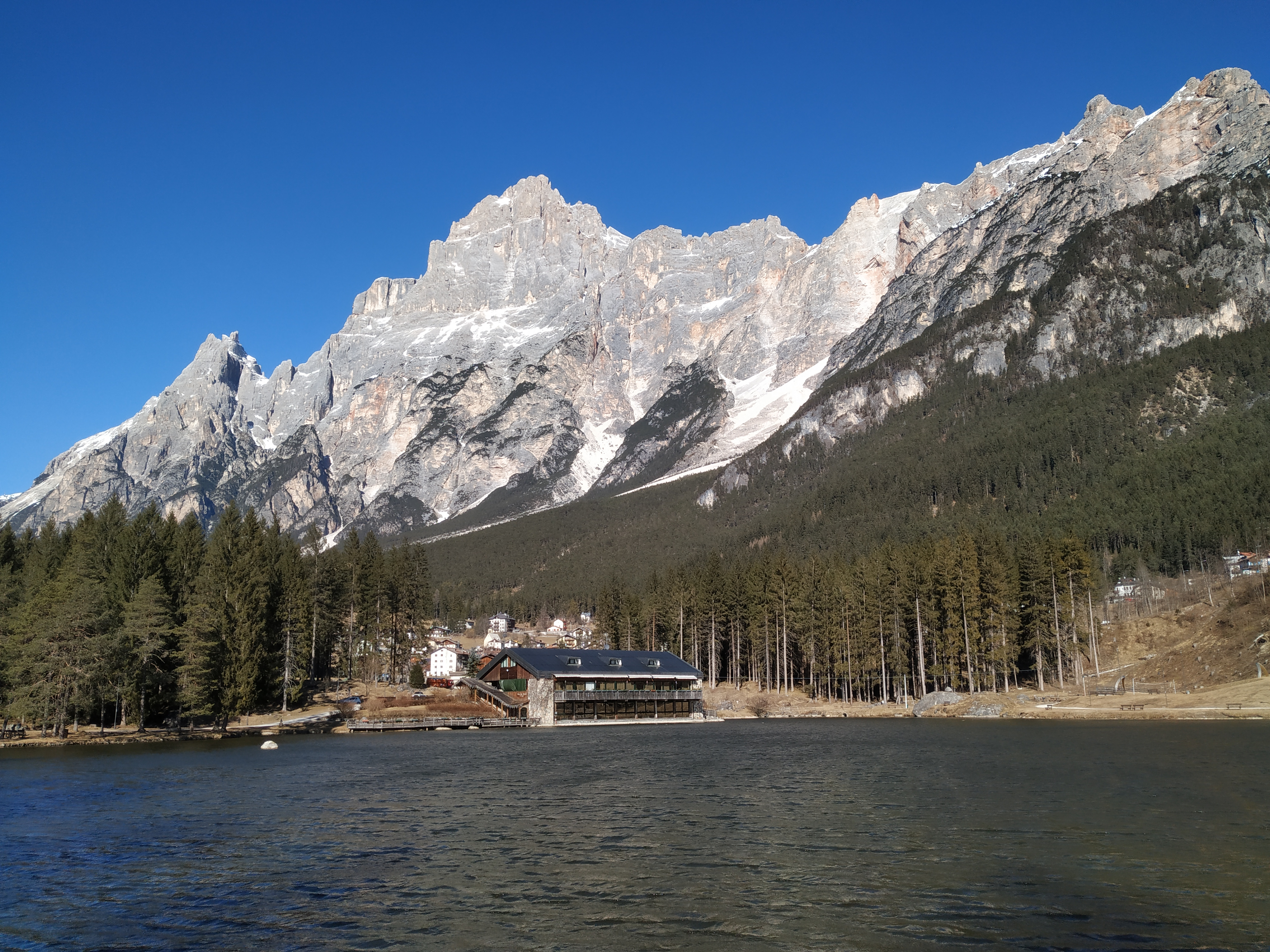
Llac de Mosigo amb el Marcora al fons

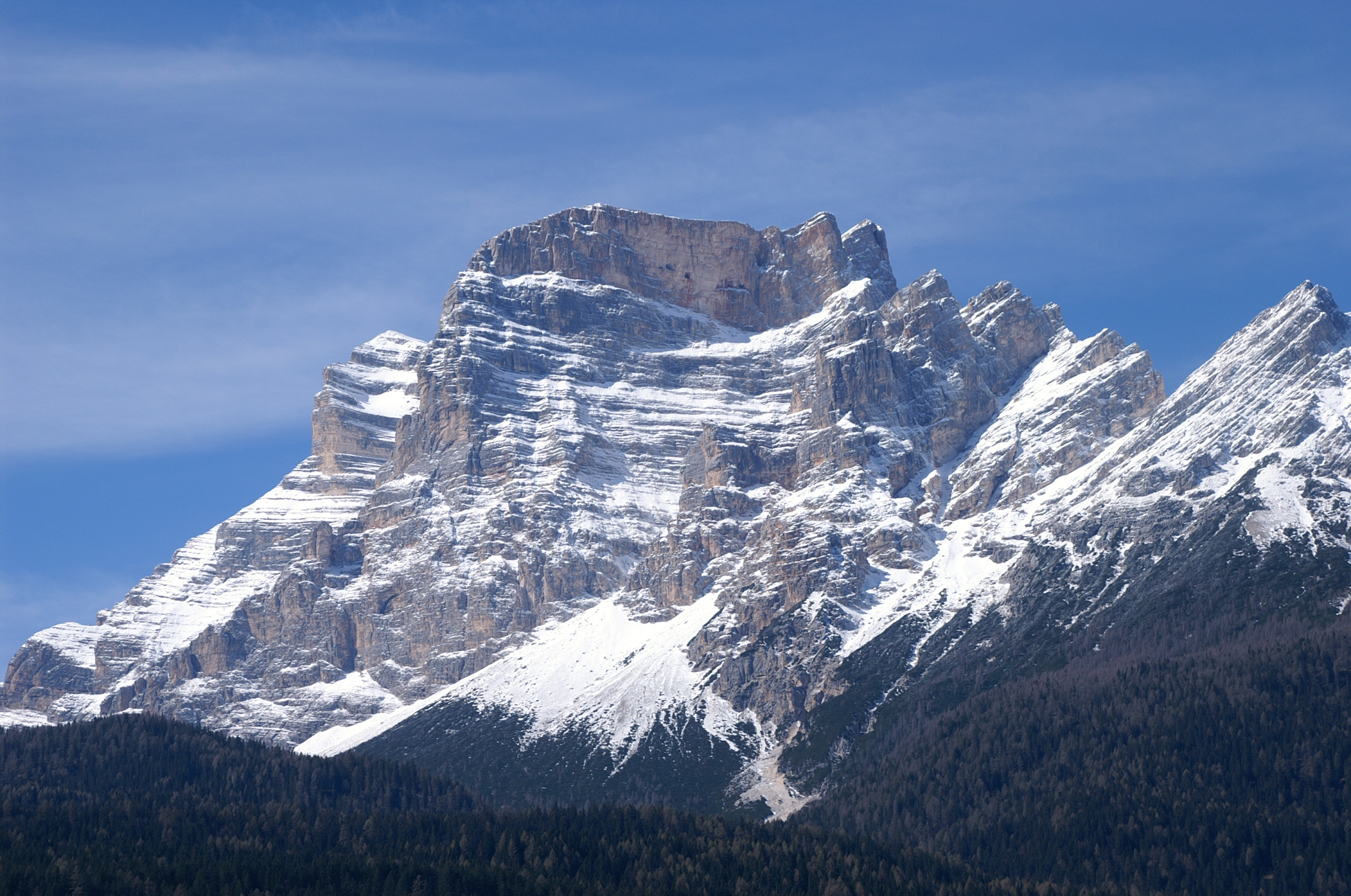
El Pelmo

L'església parroquial data del 1200, però l'edifici actual és el resultat de la reconstrucció del 1760, dissenyada per Schiavi. Un antic fresc de Sant Cristòfor resta de l'antiga església. Té un interès especial el retaule de Francesco Vecellio, germà del famós Tiziano, que potser va arribar al punt àlgid de la seva producció. Cal destacar també un retaule del segle xvi representant als Sants Ermagora i Fortunato.

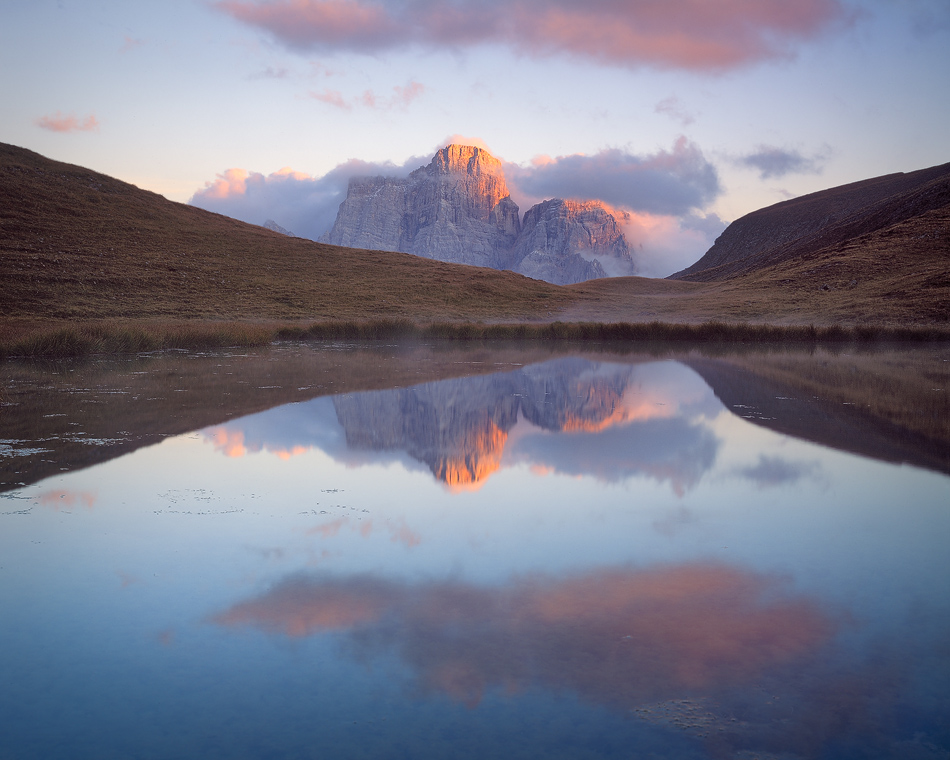
El llac delle Baste

San Vito és particularment anomenada com a localitat turística gràcies a les seves esplèndides muntanyes i als atractius hivernals, però també elements d'interès històrico-culturals.
Dues característiques esglésies sorgeixen en el centre: la pievanale i l'església Madonna de la Defensa.
La petita església de la Defensa (les obres de la qual van començar abans de 1490, esmentades en un inventari d'aquell any) conté un absis Gòtic tardà amb un fresc que representa el xoc entre tropes patriarcals i les de Segimon de Luxemburg. El fet d'armes va tenir lloc durant l'hivern de 1411 a Cimabanche i, segons la tradició, la invasió va ser frustrada per la intercessió de la Madonna della Difesa. El retaule d'altar és de Francesco Vecellio. En el complex de totes maneres el petit edifici conserva notables produccions artístiques.
Entre les petites esglésies de les frazione trobem la de Chiapuzza per l'antic òrgan i la de Serdes que conserva un retaule de Jacopo De Bassano.
El alpe de Mondeval és important per la presència d'una Jaciment arqueològic del Mesolític.

## Ciutats agermanades
- Alfonsine, Itàlia